# 北海道道137号遠軽雄武線
北海道道137号遠軽雄武線（ほっかいどうどう137ごう えんがるおうむせん）は、北海道紋別郡遠軽町と雄武町を結ぶ道道（主要地方道）である。

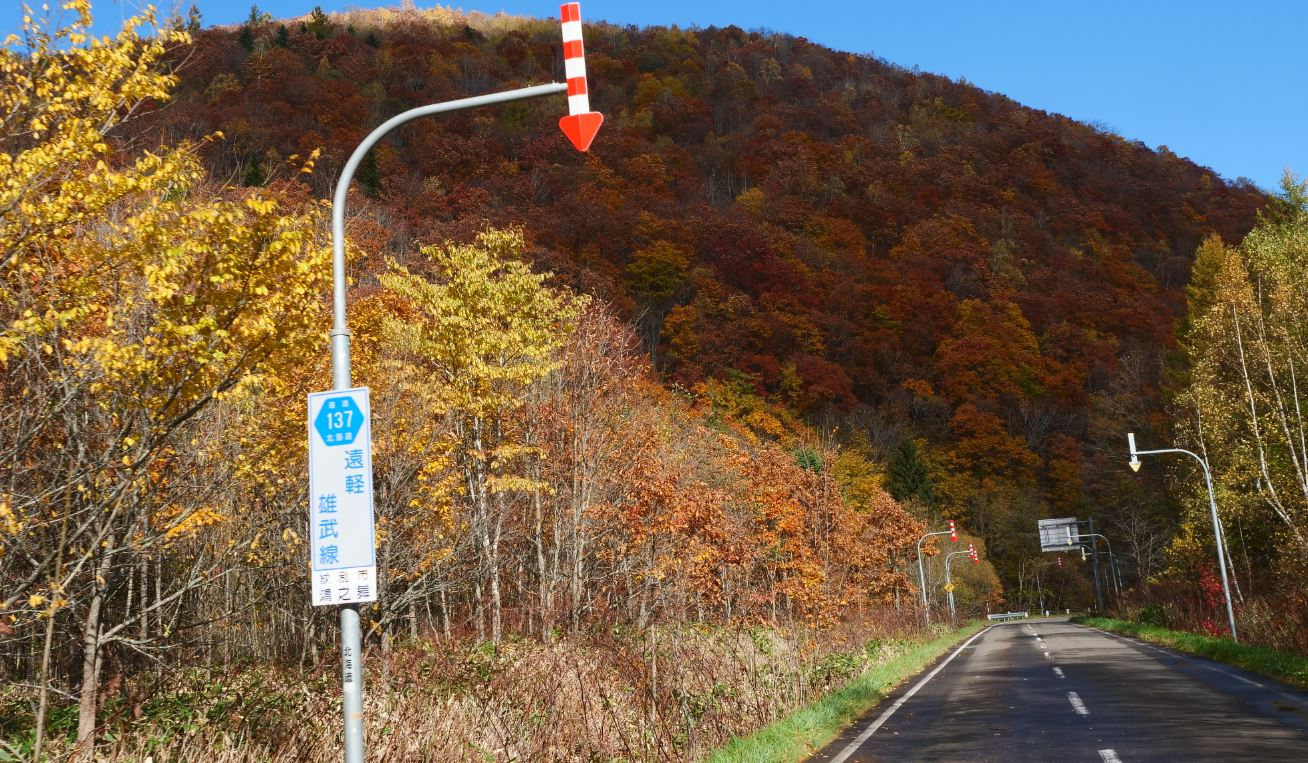
北海道道137号遠軽雄武線鴻之舞付近付近

## 概要
西興部村と雄武町（興部町経由）の間は未開通で、工事が進められていたが、計画は見直され工事の中止が決まった。
未開通区間がある。また、紋別市上渚滑町中立牛付近で路線が分断している（北海道道306号丸瀬布上渚滑線を介して連絡）。

### 路線データ
- 起点：北海道紋別郡遠軽町大通北11丁目（国道242号交点）
- 終点：北海道紋別郡雄武町上雄武（北海道道49号美深雄武線交点）
- 路線延長：74.8 km[要出典]

## 歴史
- 1954年（昭和29年）3月30日 - 遠軽町と紋別市鴻之舞の間が遠軽鴻之舞線（道道75号）に認定される[2]。
- 1957年（昭和32年）7月25日 - 滝上町と西興部村の間が滝の上西興部線（道道272号）に認定される[3]。
- 1974年（昭和49年）10月5日 - 紋別市上渚滑町中立牛と滝上町の間が中立牛滝上線（道道838号）に認定される[4]。
- 1982年（昭和57年）4月1日 - 滝の上西興部線が滝上西興部線へ路線名を変更[5]。
- 1983年（昭和58年）9月20日 - 遠軽鴻之舞線・中立牛滝上線を廃止し、遠軽滝上線（道道1044号）を認定[6]。
- 1987年（昭和62年）10月2日 - 西興部村と雄武町の間が雄武西興部線（道道1078号）に認定される[7]。
- 1993年（平成5年）5月11日 - 建設省から、道道遠軽滝上線・道道滝上西興部線・道道雄武西興部線が遠軽雄武線として主要地方道に指定される[8]。
- 1994年（平成6年）
  - 4月1日 - 遠軽滝上線・滝上西興部線・雄武西興部線を廃止し、1100号遠軽雄武線を認定[9]。
  - 10月1日 - 路線番号を137号に変更[10]。
- 2004年（平成16年）度 - 未開通区間である西興部村中興部 - 雄武町道有林の事業中止が決定[1]。

## 路線状況

### 重複区間
- 北海道道305号紋別丸瀬布線：紋別市鴻之舞 - 紋別市上鴻之舞
- 北海道道306号丸瀬布上渚滑線：上渚滑町中立牛 地内
- 北海道道617号オシラネップ原野濁川停車場線：紋別郡滝上町雄柏 - 滝上町濁川中央
- 国道273号：滝上町新町 - 滝上町旭町
- 北海道道61号士別滝の上線：滝上町旭町 - 滝上町札久留
- 国道239号：紋別郡西興部村西興部 - 西興部村中興部

### 未開通区間
- 西興部村中興部 - 雄武町道有林（興部町経由）

### 冬季通行止め区間
- 紋別市上鴻之舞 - 上渚滑町上古丹

### 道路施設
主なトンネル
- 札中トンネル (570m)

## 地理

### 通過する自治体
- オホーツク総合振興局
  - 紋別市
  - 紋別郡
    - 遠軽町
    - 滝上町
    - 西興部村
    - 雄武町

### 交差する道路
遠軽町
- 国道242号 - 大通北11丁目（起点）

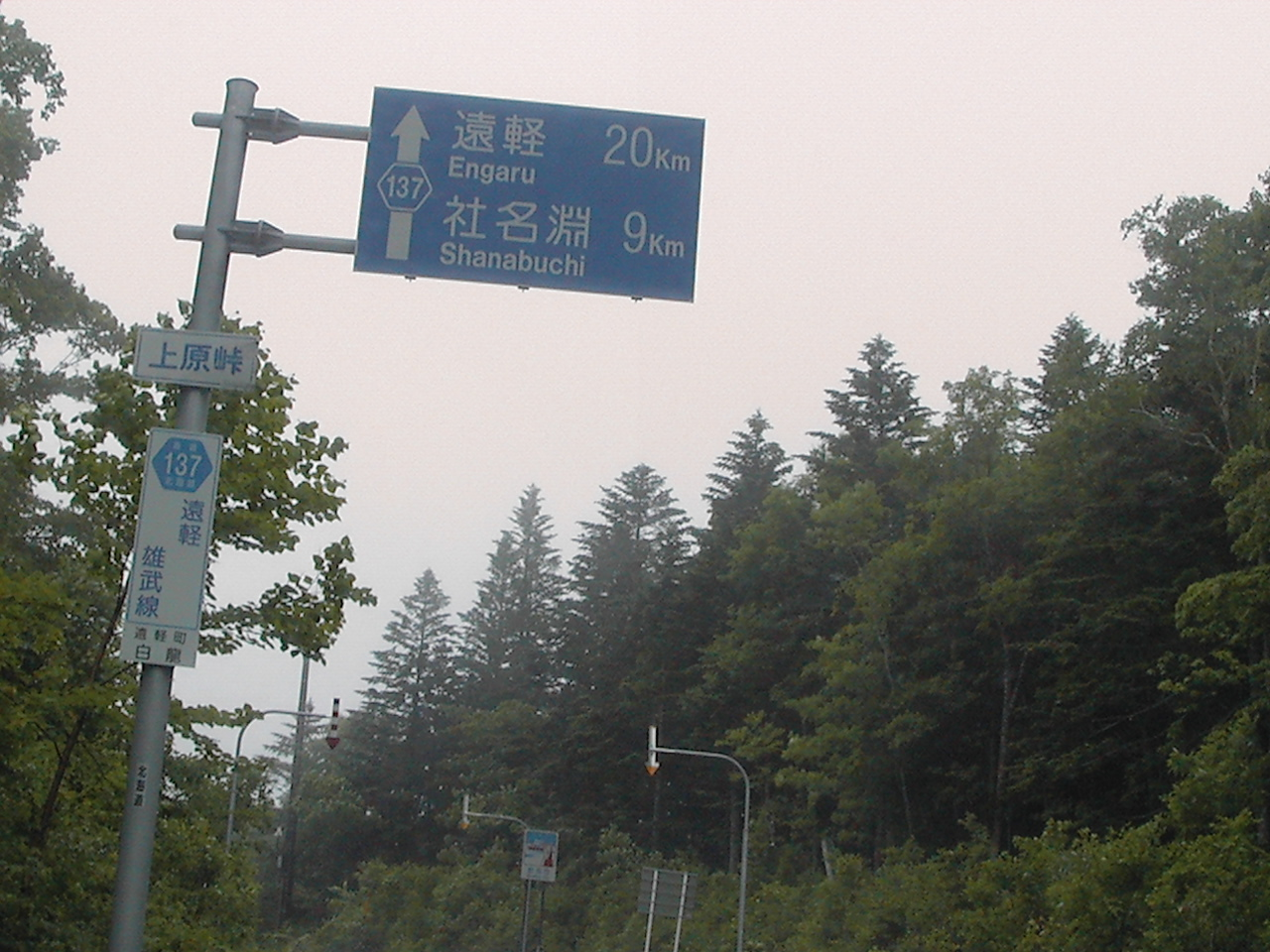
道道137号（上原峠）

- 北海道道711号社名淵瀬戸瀬停車場線 - 見晴
- 北海道道336号上社名淵上湧別線 - 社名淵

紋別市
- 北海道道305号紋別丸瀬布線 - 鴻之舞、上鴻之舞（重複）
- 北海道道306号丸瀬布上渚滑線 - 上渚滑町中立牛（重複）

滝上町
- 北海道道617号オシラネップ原野濁川停車場線 - 雄柏、濁川中央（重複）
- 国道273号 - 新町、旭町（重複）
- 北海道道61号士別滝の上線 - 旭町
- 北海道道828号シラトリマップ滝ノ上原野線
- 北海道道996号上渚滑原野滝ノ上線
- 北海道道61号士別滝の上線 - 札久留

西興部村
- 北海道道334号中藻興部興部線 - 中藻
- 国道239号 - 西興部、中興部（重複）

雄武町
- 北海道道49号美深雄武線 - 上雄武（終点）

#### 沿線にある施設など
遠軽町
- 遠軽社名渕簡易郵便局

滝上町
- 濁川郵便局
- 滝上町立濁川小学校

西興部村
- 西興部村立西興部小学校
- 西興部森林公園
- 西興部郵便局
- Aコープ来夢店
- 北見信用金庫西興部支店
- 紋別地区消防組合消防署西興部支署